# Serra do Porco Gordo
A Serra do Porco Gordo é um conjunto de montanhas íngremes localizada em sentido noroeste a sudeste na Chapada Diamantina, região central do estado brasileiro da Bahia.
Em sua área corre o rio Água Suja, um dos principais afluentes do rio de Contas. Tem altitude máxima de 1 490 metros.

Em 2006 a área sofreu com um largo incêndio florestal.